# Dvorec Temnar
Dvorec Temnar stoji severno od Kajžarja sredi vinogradov v Hermancih.
Stoji na mestu stare fevdalna postojanka iz 13. stoletjal, ki je služila kot strelski dvorec ptujskemu militu Hermanu in bila kasneje večkrat prezidana. Sedanja stavba je iz 18. stoletja. Njena fasada spominja na baročno členitev, klet pa prekrivajo banjasti oboki. V vzhodnem delu dvorca je kapela, v prizidku pa preša iz leta 1848. V hišni kapeli je zvonček želja.
Gospodarji obvladujejo vinograde v okolici. V dvorcu je zdaj vinogradniški muzej.